# Laophonte denticornis
Laophonte denticornis är en kräftdjursart som beskrevs av T. Scott 1894. Laophonte denticornis ingår i släktet Laophonte och familjen Laophontidae. Arten är reproducerande i Sverige. Inga underarter finns listade i Catalogue of Life.